# Typ 4 Ha-To
Der Typ 4 Schwerer Mörser Ha-To (jap. 試製四式重迫撃砲 ハト, Shisei jōnshiki jū-hakugekihō Ha-To, dt. „Prototyp 4 Schwerer Mörser“) war ein japanischer experimenteller Panzermörser, der 1944 (Kōki 2604, daher die Typbezeichnung) vom Kaiserlich Japanischen Heer entwickelt wurde.

## Geschichte
Im Kaiserlich Japanischen Heer wurden bereits seit 1933 Mörser mit einem Kaliber von 150 mm wie der Typ 93, Typ 96 oder der Typ 97 verwendet. Ab 1938 wurde der Typ 98 320-mm-Mörser eingeführt, der über 300 kg wog. Um der Infanterie schneller Feuerunterstützung zu geben, wurde 1943 beschlossen, einen schweren Mörser auf eine Selbstfahrlafette zu montieren. Der erste Prototyp hieß Typ 3 300-mm-Mörser und wurde 1943 fertiggestellt. Für den nächsten Prototyp, Typ 4 Schwerer Mörser Ha-To genannt, wurde 1944 ein 300-mm-Mörser auf das Fahrgestell des Typ 4 Chi-So montiert. Die Tests verliefen positiv und die Serienproduktion wurde in Betracht gezogen. Wegen der Rohstoffknappheit in Japan und des baldigen Kriegsendes im August 1945 kam es jedoch nur zu einer Produktion von vier Typ 4 Ha-Tos.

## Einsätze
Alle vier produzierten Typ 4 Ha-Tos verblieben in Japan und nahmen an keinen Kampfeinsätzen teil.

## Technik
Der Typ 4 Ha-To bestand aus der Zugmaschine Typ 4 Chi-So und einem am Heck montierten 300-mm-Mörser. Das Fahrzeug wog inklusive Mörser 15 t und war maximal mit 25 mm Panzerung versehen. Der 121 kW (165 PS) starke, wassergekühlte 6-Zylinder Dieselmotor konnte bei 2.000 Umdrehungen pro Minute die Selbstfahrlafette auf 40 km/h bringen. Zum Feuern wurden die Seitenschürzen zu beiden Seiten der Ladefläche runtergeklappt. Danach wurde das Mörserrohr von der siebenköpfigen Besatzung soweit aufgerichtet, bis die Bodenplatte fest auf dem Boden stand. Der Seitenrichtbereich war gering, da sonst der Mörser Gefahr lief, seitlich umzukippen. Der Ladevorgang nahm einige Minuten in Anspruch, um die 170 kg schwere Granate in das Rohr zu befördern. Die Reichweite des Mörsers betrug ca. 3.000 Meter. Zur Selbstverteidigung war der Typ 4 Ha-To mit einem schweren Bordmaschinengewehr Typ 97 im Kaliber 7,7 mm bewaffnet.